# 4866 Баділло
4866 Баділло (4866 Badillo) — астероїд головного поясу, відкритий 10 листопада 1988 року.
Тіссеранів параметр щодо Юпітера — 3,227.